# Henri-Louis Hovius
 Henri-Louis Hovius (né le 25 septembre 1756 à  Saint-Malo - mort le 2 mai 1822 Saint-Malo), est un imprimeur-libraire qui fut maire de Saint-Malo en 1799-1800. Il est à l'origine d'une lignée d'édiles locaux qui se poursuit avec son fils Louis-Francois et son petit-fils Auguste. 

## Biographie

### Carrière professionnelle
Henri-Louis est le fils de Louis-Philippe-Claude Hovius, imprimeur-libraire à Saint-Malo, chez qui il semble avoir commencé à travailler dès l'âge de 9 ans. Il est reçu libraire dès 1771 mais il exerce le plus souvent en association avec son père jusqu'en 1806. Il est autorisé à succéder à son père comme imprimeur à Saint-Malo en août 1785 et à ouvrir un atelier à Dol-de-Bretagne en qualité d'imprimeur de l'évêque en novembre 1786, ce qui lui permet de devenir imprimeur du corps de ville de Dol (1786-1790) et de monseigneur (l') évêque-comte de Dol (1786-1790). En fait il n'exerce qu'à Saint-Malo où il devient imprimeur de la municipalité (1791) ; du district (1792) ; des corps administratifs (1792-1794). Il exerce avec son fils Louis-François Hovius à partir de 1811 et il travaille aussi avec son beau-frère Emmanuel-Georges Blouet, libraire à Rennes, à partir de 1772

### Carrière publique
Membre de la Société patriotique malouine à partir de 1789, juge suppléant au tribunal de district (novembre 1795), président de l'administration du canton de Saint-Malo il est nommé comme président du conseil municipal de la ville le 23 avril 1799 jusqu'en juin 1800 puis adjoint au maire de 1804 à 1814, il sera plus tard président du tribunal de commerce.